# Sinogastromyzon puliensis
Sinogastromyzon puliensis är en fiskart som beskrevs av Liang, 1974. Sinogastromyzon puliensis ingår i släktet Sinogastromyzon och familjen grönlingsfiskar. IUCN kategoriserar arten globalt som sårbar. Inga underarter finns listade i Catalogue of Life.